# Преображенський цвинтар
Преображе́нський цвинтар (рос. Преображенское кладбище) — один з престижних міських цвинтарів в Москві.
До початку XX століття цвинтар був центром старообрядців старопоморів — федосіївців. До жовтневого заколоту 1917 року, Преображенський цвинтар було другим, після Рогожського, центром старообрядництва в Москві.

## Розташування
Знаходиться цвинтар в районі Преображенської застави, в Східному адміністративному окрузі Москви. Адреса цвинтара — вулиця Преображенський Вал, 17а.
Преображенский цвинтар відкрито для відвідувань щодня з травня по вересень з 9:00 до 19 години та з жовтня по квітень з 9:00 до 17 годин. Поховання на Преображенському цвинтарі здійснюються щодня з 9:00 до 17 годин.

## Історія цвинтара
Преображенський цвинтар засновано під час епідемії чуми 1771 року за Камер-Коллежским валом (нині Преображенський вал, 17а) одним з дворових людей князів Голіциних, купцем Ільком Ковиліним, який під приводом організації чумного карантину влаштував тут федосіївські богодільні. Спочатку старообрядці селилися навколо цвинтара, прозваного в XVIII ст. «Моровими могилками». На Преображенському цвинтарі знаходилася бібліотека творів про розкол, зібрана Олексієм Хлудом; зберігалися древні ікони (в тому числі 1300 ікон, зібраних Е. Е. Єгоровим), твори давньоруського мистецтва. На початку 1920-х років закрито Нікольський монастир. Бібліотека Хлуда і частина зібрання Єгорова передані в Державну бібліотеку ім. Леніна (нині Російська державна бібліотека), ікони — в Державний історичний музей та Третьяковську галерею.
На Преображенському цвинтарі був споруджений меморіал і запалено перший в Москві Вічний вогонь над братською могилою воїнів, полеглих у Німецько-радянській війні. Також на кладовищі знаходиться братська могила командирів та курсантів 2-ї піхотної школи, загиблих у березні 1921 року при придушенні білогвардійського Кронштадтського повстання.

## Культові споруди

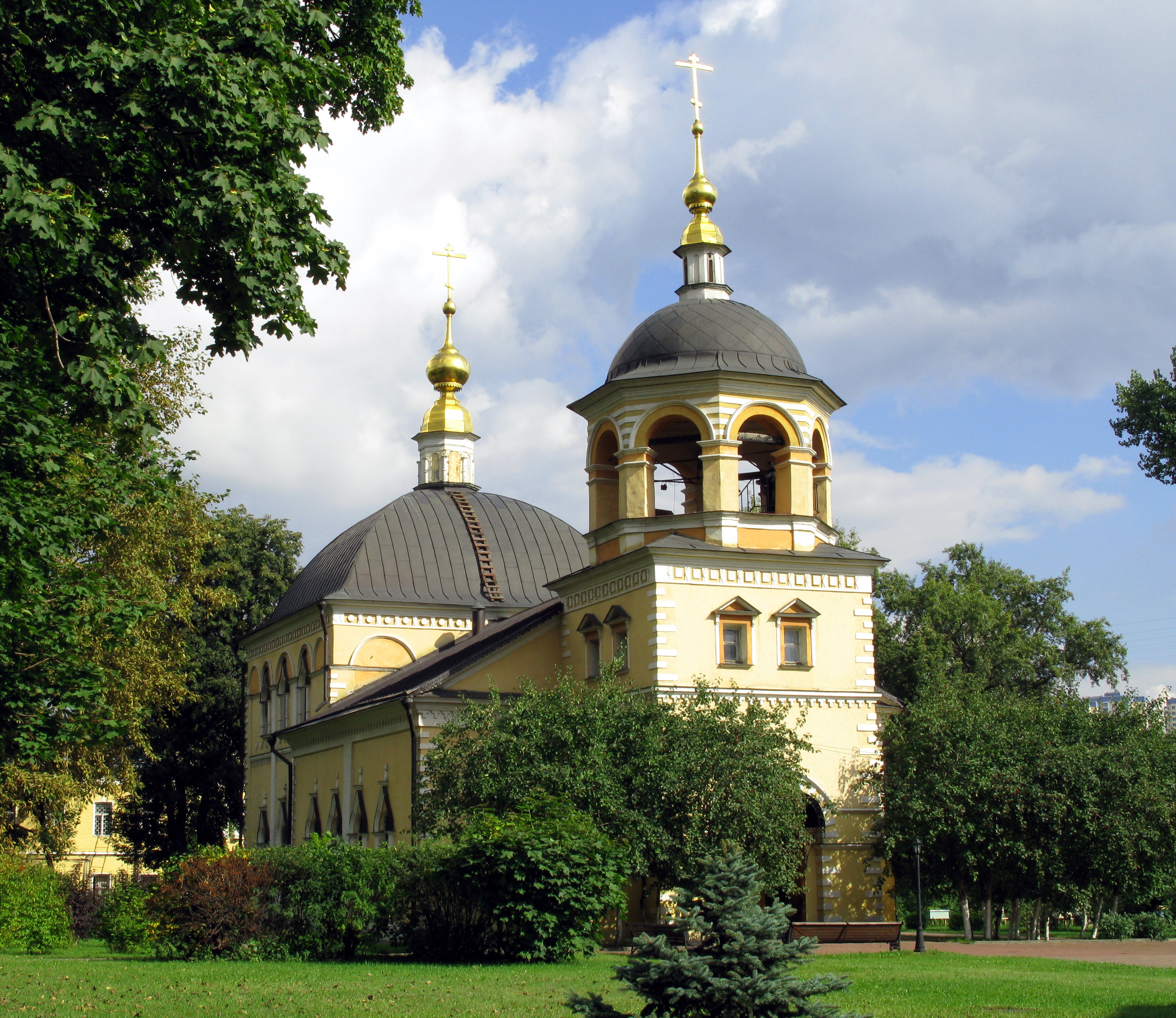
Церква Воздвиження Хреста Господнього на Преображенському цвинтарі

На Преображенському цвинтарі Ковиліним були побудовані Успенська (Микільська) церква (1784), лікарняний корпус чоловічого двору (1796), каплиця (1805), жіноча обитель, оточена кам'яним парканом з вежами по кутах (1806), церква Воздвиження Хреста Господнього (1811).
Для обмеження діяльності розкольників за вказівкою імператора Миколи I Успенська церква була переосвячена в православну. У 1866 році чоловічий двір переселений на жіночий, на його території відкрито Нікольський монастир. У 1920 році всі федосіївський молитовні, крім церкви Воздвиження Хреста Господнього, закриті. На початку 1920-х років закрито Нікольський монастир. В 1920-х роках в келіях монастиря відкрита трудова школа, розміщувалися різні установи. Успенська церква в 1922 році була захоплена обновленцами. В 1950-60-х роках знищена церква Преображення. В даний час громада Преображенського цвинтаря здійснює керівництво громадами федосіївського напряму в Російській Федерації.
За церквою знаходиться каплиця-усипальниця Федора Гучкова (1775—1856) — засновника купецької династії Гучкових. Ще одна каплиця, розташована біля входу на кладовище, — фабриканта В. Є. Морозова.

## Відомі люди, поховані на цвинтарі
- Бойченко Семен Петрович;
- Бубер Леонід Ілліч
- Гоборов Валерій Григорович;
- Железняков Валентин Миколайович;
- Згура Володимир Васильович;
- Куц Володимир Петрович;
- Лебідь Анатолій В'ячеславович;
- Леманський Олександр Олексійович;
- Локтєв Костянтин Борисович;
- Магнітський Сергій Леонідович;
- Мезенцев Володимир Андрійович;
- Соловей Володимир Сергійович;
- Яценко Петро Григорович

Постійний архів по реєстрації похованих ведеться з 1953 року.